# Нухићи
Нухићи су насељено мјесто у Босни и Херцеговини у општини Бугојно које административно припада Федерацији Босне и Херцеговине. Према попису становништва из 1991. у насељу је живјело 8 становника.

## Становништво
Укупно: 8
|-
| style="background:#f3fff3;" | Муслимани
| align="right" | 8 (100%)
|-
| style="background:#f3fff3;" | Укупно
| style="text-align:right;"| 
|}
| Демографија | Демографија | Демографија |
| Година      | Становника  | Становника  |
| ----------- | ----------- | ----------- |
| 1991.       | 8           |             |